# Das Beste (Lied)
Das Beste ist ein Pop-Song der deutschen Band Silbermond, der als dritte Single von ihrem zweiten Studioalbum Laut gedacht am 6. Oktober 2006 veröffentlicht wurde. In den deutschsprachigen Ländern erreichte der Song in den Charts Spitzenpositionen.

## Inhalt
Die Sängerin Stefanie Kloß erklärt im Pressetext ihre persönliche Verbindung mit dem Lied so: „Wenn ich dieses Lied singe, denke ich an meinen Vater, denn sein Tod hat mir gezeigt, wie plötzlich jemand, der dir wichtig war, einfach nicht mehr da ist. Deshalb ist es umso wichtiger jede Minute zu schätzen und einfach glücklich darüber zu sein, Menschen um sich zu haben, die für dich da sind.“

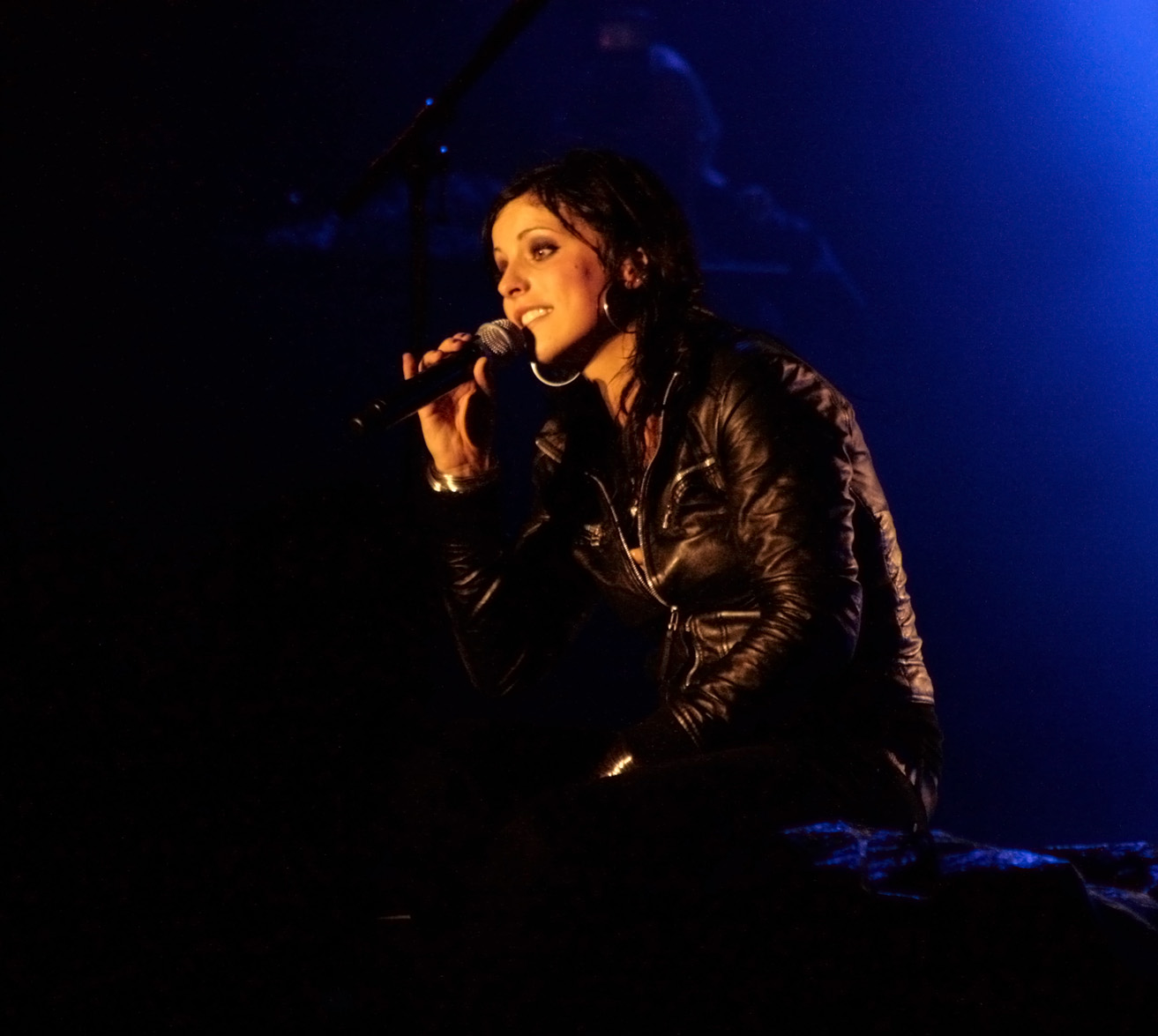
Stefanie Kloß singt Das Beste zusammen mit dem Publikum am Donauinselfest 2009

## Video
Der Dreh des Musikvideos für Das Beste im September 2006 in einem Zirkus wurde vom deutschen Regisseur Daniel Siegler geleitet.
Das Video beginnt mit dem Erleuchten der Lichter des Circus Aramannt. Die Zirkusangestellten werden von einer Akrobatin, einem Zirkusdirektor, einer Kartenverkäuferin, einem Jongleur, einem Helfer und einem kleinen Mädchen gebildet. Erst beim Erscheinen der Bandmitglieder von Silbermond, die gute Geister darstellen sollen und von den Angestellten nicht gesehen werden können, gelingt diesen ihre Arbeit wieder. Einzig das kleine Mädchen, welches noch nichts von den schlechten Zeiten des Zirkus mitbekommt, kann die guten Geister sehen. Das Video endet dann mit dem Erlöschen der Lichter.

## Kommerzieller Erfolg

### Chartplatzierungen
Das Lied stieg bereits in der ersten Woche in Deutschland und Österreich auf Platz eins der Charts und hielt sich dort sieben bzw. sechs Wochen lang. In der Schweiz stieg der Song auf Platz 36 ein und erreichte nach sieben Wochen Platz drei der Hitparade. Auch in Luxemburg und in den deutschen Airplay-Charts erreichte der Song die Spitzenposition. In den Eurocharts erreichte es den siebten Rang.
In den Jahrescharts konnte sich die Single in zwei Jahren hintereinander platzieren. In Deutschland 2006 auf Platz 8 und im Jahr darauf auf dem 19. Platz, in Österreich 2006 auf dem 9. Rang und 2007 Platz 17 und in der Schweiz 2006 auf Platz 31 und im Folgejahr auf Platz 40.Kurzartikel über Das Beste bei Laut gedacht
| ChartsChartplatzierungen | Höchstplatzierung | Wochen |
| ------------------------ | ----------------- | ------ |
| Deutschland (GfK)        | 1 (85 Wo.)        | 85     |
| Österreich (Ö3)          | 1 (46 Wo.)        | 46     |
| Schweiz (IFPI)           | 3 (53 Wo.)        | 53     |

| ChartsJahrescharts (2006) | Platzierung |
| ------------------------- | ----------- |
| Deutschland (GfK)         | 8           |
| Österreich (Ö3)           | 9           |
| Schweiz (IFPI)            | 31          |

| ChartsJahrescharts (2007) | Platzierung |
| ------------------------- | ----------- |
| Deutschland (GfK)         | 19          |
| Österreich (Ö3)           | 17          |
| Schweiz (IFPI)            | 40          |

| ChartsJahrescharts (2000–2009) | Platzierung |
| ------------------------------ | ----------- |
| Österreich (Ö3)                | 17          |

### Auszeichnungen für Musikverkäufe
| Land/Region        | Auszeichnungen für Musikverkäufe (Land/Region, Auszeichnung, Verkäufe) | Verkäufe |
| ------------------ | ---------------------------------------------------------------------- | -------- |
| Deutschland (BVMI) | 2× Platin                                                              | 600.000  |
| Österreich (IFPI)  | Platin                                                                 | 30.000   |
| Insgesamt          | 3× Platin ·                                                            | 630.000  |

## Veröffentlichungen auf Alben von Silbermond
- Laut gedacht
- Das Beste
- Verschwende deine Zeit (DVD) (Live in Berlin)
- Laut gedacht – Bonus-DVD (Live in Kamenz)
- Laut gedacht (DVD) (Live in Oberhausen)
- Nichts passiert – Bonus-CD (Live in Oberhausen)